# Україна – наш дім
Україна – наш дім — українська політична партія, заснована у травні 2021 року  Партію очолює колишній віцепрем'єр-міністр і колишній депутат Верховної Ради Борис Колесніков.
30 травня 2021 року відбувся перший з'їзд партії.
Українські та російські[джерело?] ЗМІ припускали, що партія є проєктом українського олігарха Ріната Ахметова і була створена для відбору голосів у «Опозиційної платформи — За життя».  Колесніков у червні 2021 року заявляв, що Ахметов «не в захваті» від ідеї створення партії та «він не має [до цього] відношення». Колесніков також заперечив, що електорат партії були проросійськи налаштованими українцями, які проживають у південних і східних регіонах країни, натомість стверджуючи, що партія є центристською та має в основі соціал-консерватизм. Як повідомляє РБК Україна, партія була створена як «технічний проєкт» Офісу президента України.